# Charlotte Dubreuil
Charlotte Dubreuil (Parigi, 27 aprile 1940) è una regista, sceneggiatrice, attrice e scrittrice francese.

## Cinema

### Attrice
- L'Humeur vagabonde, regia di Édouard Luntz (1971)
- L'an 01, regia di Jacques Doillon (1973)

### Regista
- Qu'est-ce que tu veux Julie ? (1976)
- Cinéma 16 (1979)
- Ma Chérie (1979)
- La Côte d'amour (1982)
- Elles ne pensent qu'à ça... (1994)

### Sceneggiatrice
- Pas si méchant que ça, regia di Claude Goretta (1974)
- Qu'est-ce que tu veux Julie ? (1976)
- I miei vicini sono simpatici, regia di Bertrand Tavernier (1977)
- La Côte d'amour (1982)
- Elles ne pensent qu'à ça... (1994)